# Josselin Ouanna
Josselin Ouanna (ur. 14 kwietnia 1986 w Tours) – francuski tenisista.

## Kariera tenisowa
Jako junior Ouanna osiągnął finał Australian Open w roku 2004, w którym przegrał 0:6, 3:6 z Gaëlem Monfilsem. W tym samym sezonie przystąpił do grona zawodowców.
Zawodowe starty w tenisie zakończył w 2015 roku.
W swoim dorobku ma 4 tytuły w turniejach rangii ATP Challenger Tour, w Rennes (2008), Saint-Brieucu (2009) oraz Cherbourgu i St. Remy (2012).
W zawodach Wielkiego Szlema zadebiutował podczas Rolanda Garrosa z 2009 roku, dochodząc do 3 rundy. Wyeliminował Marcela Granollersa oraz byłego lidera rankingu tenisistów, Marata Safina. Przegrał z późniejszym półfinalistą imprezy, Fernandem Gonzálezem. Pod koniec sierpnia 2009 roku wystartował w US Open. Do turnieju głównego dostał się po przejściu kwalifikacji. W fazie zasadniczej pokonał Rajeeva Rama, a przegrał w 2 rundzie po raz kolejny w sezonie z Fernandem Gonzálezem. W styczniu 2013 roku brał udział w Australian Open, ale odpadł w 1 rundzie po porażce z Alejandrem Fallą.
Dnia 5 października 2009 roku osiągnął najwyższą pozycję rankingową – nr 88.

### Zwycięstwa w turniejach ATP Challenger Tour w grze pojedynczej
| Końcowy wynik | Nr | Data | Turniej      | Nawierzchnia    | Przeciwnik       | Wynik finału  |
| ------------- | -- | ---- | ------------ | --------------- | ---------------- | ------------- |
| Zwycięzca     | 1. | 2008 | Rennes       | Dywanowa (hala) | Adrian Mannarino | 6:2, 6:3      |
| Zwycięzca     | 2. | 2009 | Saint-Brieuc | Ceglana         | Adrian Mannarino | 7:5, 1:6, 6:4 |
| Zwycięzca     | 3. | 2012 | Cherbourg    | Twarda (hala)   | Maxime Teixeira  | 6:3, 6:2      |
| Zwycięzca     | 4. | 2012 | St. Remy     | Twarda          | Flavio Cipolla   | 6:4, 7:5      |